# Luze (Haute-Saône)
Luze település Franciaországban, Haute-Saône megyében. Lakosainak száma 831 fő (2022. január 1.). Luze Chenebier, Couthenans, Héricourt, Échenans-sous-Mont-Vaudois, Chagey, Étobon, Belverne, Champey és Coisevaux községekkel határos.

## Népesség
A település népességének változása:
| Lakosok száma | 729  | 711  | 707  | 733  | 759  | 785  | 808  | 831  |
|               | 2013 | 2015 | 2017 | 2018 | 2019 | 2020 | 2021 | 2022 |